# Govĭ-Ugtaal
Govĭ-Ugtaal (mongoliska: Говь-Угтаал Сум, Говь-Угтаал) är ett distrikt i Mongoliet.   Det ligger i provinsen Dundgobi, i den centrala delen av landet, 210 km söder om huvudstaden Ulaanbaatar.